# Німчич (пам'ятка природи)
Ні́мчич — комплексна пам'ятка природи місцевого значення в Україні. Розташована в межах Усть-Путильської сільської громади Вижницького району Чернівецької області, на північний схід від села Хорови.
Площа 2 га. Статус надано 1984 року. Перебуває у віданні Карпатський ДСЛГ АПК (Розтоківське л-во, кв. 5, вид. 38—40, кв. 6, вид. 1, 2, 6, 7, 10).
Статус надано з метою збереження мальовничого природного комплексу на західних схилах перевалу Німчич, що в Покутсько-Буковинських Карпатах.